# 이상원 (가수)
이상원은 대한민국의 가수 겸 작사가, 음반 레코딩 디렉터이자 기업인이다. 보이 그룹 《소방차》의 원년 구성원 가운데 일원이다.

## 생애

### 1년간의 보이 그룹 소방차의 구성원 활약과 탈퇴
무용학과 연극영화학을 모두 전공한 예중 및 예고 출신인 덕분이었는지, 1983년 어느 음악 댄스 퍼포먼스 팀의 구성원으로 활약했고, 1987년 대한민국 최초의 아이돌 댄스 팝 음악 그룹이라 일컬어지는 남성 3인조 댄스 그룹 소방차의 구성원을 통해 가수로 데뷔하였다. 그러나 1988년 소방차에서 탈퇴하였고 이듬해 1989년 《이상원 1집》을 발표하여 솔로 가수로 데뷔하였다.
그 후 1991년 《이상원 2집》을 발표하였고 1993년에는 7인조 남성 댄스 그룹 잉크(Ink)를 결성하였다. 이 그룹의 음반에서는 작사가와 음반 디렉터로 활약하기도 하였다.

### 1994년 소방차 복귀 이후
이듬해 1994년 소방차로 복귀하여 같은 해 12월 《소방차 4집》을 발표하였고 1996년 《소방차 5집》을 발표하였는데, 한편으로 보이 그룹 '잉크(Ink)'는 이상원이 구성원 탈퇴 후 소방차로 복귀한 데다가, '잉크(Ink)'의 또다른 원년 구성원이기도 하였던 안원철, 황체휴, 김연호, 이성규 등이 군 입대로써 탈퇴하고 팀을 떠나자 결국 이들 대신 박근재, 김다령, 박수일 등의 3인의 세 멤버를 영입해, 아직 '잉크'에 잔류한 원년 멤버 이만복, 김근수 등과 함께 5인조로써 꾸몄으나 당시 매니저 김웅식 씨의 불미스러운 일 때문에 2집을 끝으로 그룹이 해체됐다.

### 1997년 이후부터 꾀한 세컨드 전성기
1996년 《소방차 5집》을 발표한, 그 이듬해 1997년에는 댄스 트롯 음악 그룹 트로트 보이스(Trot Voice)를 결성하여 활동하기도 하였다. 이 그룹의 음반에서도 작사가와 음반 디렉터로 활약하였다.
2005년 소방차 그룹 활동을 재개하여 음반을 발표하였으며 그 후 2008년에 댄스 트롯 음악을 장르로 내세운 솔로 음반을 발표하였고 2011년에는 세미 테크노 팝 음악을 장르로 내세운 솔로 음반을 발표하였다.